# 1966-os labdarúgó-világbajnokság-selejtező (CAF–AFC–OFC)
Az 1966-os labdarúgó-világbajnokság selejtezőjének összevont CAF, AFC és OFC-zónájában összesen 21 nemzet versenyzett az 1 világbajnoki helyért. A Fülöp-szigetek és Kongó indulását elutasította a FIFA. 
Dél-Afrikát 1964 szeptemberében kizárták, mert már korábban felfüggesztésre kerültek az apartheid rendszer miatt. A megmaradt 15 afrikai ország tiltakozásul 1964 októberében visszalépett, miután a FIFA verseny és logisztikai problémákra hivatkozott, így az afrikai kontinenstől egyetlen csapat sem vett részt a selejtezőkben. 
Dél-Korea 1965. november 2-án szintén kénytelen volt visszalépni logisztikai problémák miatt, miután a háromcsapatos selejtezőtornát Japánból Kambodzsába helyezték át. 
A selejtezőkben végül két csapat, Ausztrália és Észak-Korea vett részt. 

## Lebonyolítás
- Első forduló (Afrika): a 15 afrikai csapatot hat darab két- vagy háromcsapatos csoportba osztották. A csoportgyőztesek továbbjutottak volna a második fordulóba.
- Második forduló: a 6 továbbjutó csapatot három darab 2 tagú csoportba osztották és oda-visszavágós rendszerben játszották volna egymás ellen. A három győztes bejutott volna a döntőbe.
- Első forduló (Ázsia-Óceánia):  Ausztrália, Dél-Afrika Dél-Korea és Észak-Korea oda-visszavágós rendszerben megmérkőztek volna egymás ellen semleges helyszínen, amit eredetileg Japán helyett Kambodzsában rendeztek volna.
- Döntő: az ázsiai/óceániai zóna győztese oda-visszavágós rendszerben mérkőzött volna a három afrikai csoportgyőztessel, a győztes pedig kijutott volna az 1966-os világbajnokságra.

## Első forduló (Afrika)
Az eredeti csoportbeosztás:
| 1. csoport - Ghána - Guinea |

| 2. csoport - Kamerun - Szudán |

| 3. csoport - Algéria - Libéria - Tunézia |

| 4. csoport - Mali - Marokkó - Szenegál |

| 5. csoport - Etiópia - Gabon |

| 6. csoport - Líbia - Nigéria - Egyesült Arab Köztársaság |

A második fordulói párosításai a következőképpen alakultak volna: 1. csoport győztese az 5. csoport győztesével, a 2. csoport győztese a 4. csoport győztesével, míg a 3. csoport győztese a 6. csoport győztesével találkozott volna. A visszalépések miatt az első és a második forduló is törölésre került.

## Első forduló (Ázsia/Óceánia)
Eredetileg egy négycsapatos torna lett volna Japánban Ausztrália, Dél-Afrika, Dél-Korea és Észak-Korea részvételével. A torna előtt Dél-Afrikát kizárták, míg Dél-Korea visszalépett. 
Tovább bonyolította a helyzetet, hogy Észak-Koreának nem volt diplomáciai kapcsolata a legtöbb országgal és abban az időben nem volt a FIFA által kijelölt helyszín, míg az ausztrál bevándorlási törvények szerint az észak-koreai csapat valószínűleg nem kapott volna vízumot az országba való beutazáshoz.
Végül Kim Irszen szövetségese Norodom Szihanuk kambodzsai király felajánlotta, hogy a mérkőzéseket Phnompenben rendezzék meg.  
| Hely. | Csapat                  | M | Gy | D | V | G+ | G– | Gk | P | Továbbjutás                          |
| ----- | ----------------------- | - | -- | - | - | -- | -- | -- | - | ------------------------------------ |
| 1.    | Észak-Korea             | 2 | 2  | 0 | 0 | 9  | 2  | +7 | 4 | Kijutott az 1966-os világbajnokságra |
| 2.    | Ausztrália              | 2 | 0  | 0 | 2 | 2  | 9  | −7 | 0 |                                      |
| 3.    | Dél-afrikai Köztársaság | 0 | 0  | 0 | 0 | 0  | 0  | 0  | 0 | Kizárták                             |
| 4.    | Dél-Korea               | 0 | 0  | 0 | 0 | 0  | 0  | 0  | 0 | Visszalépett                         |

| 1965. november 21. |

| Észak-Korea                                                              | 6–1         | Ausztrália                |
| ------------------------------------------------------------------------ | ----------- | ------------------------- |
| Pak Tuik 15' Pak Szungdzsin 54' 80' Im Szonghü 58' Han Bongdzsin 65' 88' | Jegyzőkönyv | Scheinflug 70' (11-esből) |

| Olimpiai Stadion, Phnompen Nézőszám: 47 567 Játékvezető: Patrick Nice (maláj) |

| 1965. november 24. |

| Ausztrália     | 1–3         | Észak-Korea                            |
| -------------- | ----------- | -------------------------------------- |
| Scheinflug 15' | Jegyzőkönyv | Kim Szungil 18' 75' Pak Szungdzsin 53' |

| Olimpiai Stadion, Phnompen Nézőszám: 39 971 Játékvezető: Greg de Silva (szingapúri) |

## Kijutott csapatok
Az alábbi csapat jutott ki az AFC-zónából az 1966-os labdarúgó-világbajnokságra.
| Csapat      | Kijutás                | Kijutás dátuma     | Korábbi részvételek a világbajnokságon |
| ----------- | ---------------------- | ------------------ | -------------------------------------- |
| Észak-Korea | Az 1. forduló győztese | 1965. november 24. | 0 (debütálás)                          |